# Phrynobatrachus alleni
Phrynobatrachus alleni is een kikker uit de familie Phrynobatrachidae en het geslacht Phrynobatrachus. De soort werd voor het eerst wetenschappelijk beschreven door Hampton Wildman Parker in 1936. Later werd de wetenschappelijke naam Phrynobatrachus (Phrynobatrachus) alleni gebruikt. De soortaanduiding alleni is een eerbetoon aan Glover Morrill Allen.
De kikker komt voor in delen van Afrika en leeft in de landen Ghana, Guinee, Ivoorkust, Liberia, Nigeria en Sierra Leone. Ondanks dat het verspreidingsgebied van Phrynobatrachus alleni nog relatief groot is, staat de soort op de rode lijst.
De natuurlijke habitat van de soort bestaat uit laaggelegen tropische regenwouden.